# Matthew Glaetzer
Matthew Glaetzer (Adelaide, 24 agosto 1992) è un pistard australiano, campione del mondo della velocità nel 2018 e della velocità a squadre nel 2012 e nel 2022.

## Carriera
Originario dell'Australia Meridionale, nel 2010 vince le medaglie d'oro nella velocità e nel keirin ai campionati del mondo Juniores svoltisi a Montichiari. Debutta nelle gare internazionali Elite nella stagione 2010-2011, e nel marzo 2011, ai suoi primi campionati del mondo Elite, è medaglia di bronzo nella velocità a squadre; fa meglio un anno dopo, nella rassegna iridata 2012 svoltasi a Melbourne, davanti al pubblico di casa, vincendo la medaglia d'oro di specialità in terzetto con Shane Perkins e Scott Sunderland. Sempre nel 2012 fa il suo debutto ai Giochi olimpici, a Londra, gareggiando nella velocità a squadre ancora con Perkins e Sunderland: questa volta il terzetto australiano ottiene solo il quarto posto finale, battuto di 0"146 dalla Germania nella finale per il bronzo.
Nel 2014 si aggiudica l'oro nel keirin e il bronzo nella velocità a squadre ai Giochi del Commonwealth di Glasgow. È del marzo 2016 la sua prima medaglia mondiale individuale: nella rassegna iridata di Londra è infatti argento nella velocità, battuto in finale dal britannico campione olimpico in carica Jason Kenny. Nello stesso anno partecipa ai suoi secondi Giochi olimpici: questa volta gareggia in tutte e tre le specialità veloci, ottenendo il quarto posto nella velocità (battuto da Denis Dmitriev nella finale per il bronzo) e nella velocità a squadre, e il decimo nel keirin.
Nel 2018, dopo aver vinto per la prima volta tutti e quattro i titoli nazionali nelle gare veloci, conquista la medaglia d'oro nella velocità ai campionati del mondo di Apeldoorn: nell'occasione prevale in finale sul britannico Jack Carlin, riportando il suo paese all'iride nella specialità regina 16 anni dopo Sean Eadie; l'indomani è quindi argento nel chilometro a cronometro, preceduto di 0"286 dall'olandese Jeffrey Hoogland.

## Palmarès
- 2011[1]

Campionati oceaniani, Velocità a squadre (con Nathan Corrigan-Martella e James Glasspool)
- 2012[1]

Campionati australiani, Keirin
Campionati australiani, Velocità a squadre (con Nathan Corrigan-Martella e James Glasspool)
Campionati del mondo, Velocità a squadre (con Shane Perkins e Scott Sunderland)
Campionati oceaniani, Velocità
Campionati oceaniani, Keirin
Campionati oceaniani, Velocità a squadre (con Shane Perkins e Scott Sunderland)
- 2013[1]

South Australian Challenge, Keirin
Cottbuser Nächte, Keirin
Sprint Meeting Dudenhofen, Velocità a squadre (con Mitchell Bullen e Jacob Schmid)
Campionati oceaniani, Velocità
Campionati oceaniani, Keirin
2ª prova Coppa del mondo 2013-2014, Velocità (Aguascalientes)
Melbourne Cup on Wheels, Velocità
Melbourne Cup on Wheels, Keirin
- 2014[1]

Campionati australiani, Velocità
Campionati australiani, Chilometro a cronometro
ITS Adelaide GP, Velocità
ITS Adelaide GP, Keirin
Super Drome Trophy, Velocità
South Australian Challenge, Velocità
Giochi del Commonwealth, Keirin
Campionati oceaniani, Velocità
1ª prova Coppa del mondo 2014-2015, Velocità (Guadalajara)
Austral Wheel Race, Velocità
Austral Wheel Race, Keirin
- 2015[1]

Campionati australiani, Velocità
South Australian Challenge, Velocità
Super Drome Trophy, Velocità
Campionati oceaniani, Velocità
Campionati oceaniani, Keirin
2ª prova Coppa del mondo 2015-2016, Velocità (Cambridge)
- 2016[1]

Campionati australiani, Velocità
Campionati australiani, Velocità a squadre (con Jai Angsuthasawit e Patrick Constable)
ITS Melbourne GP, Velocità
ITS Melbourne DISC GP, Velocità
- 2017[1]

Campionati australiani, Keirin
Campionati australiani, Velocità a squadre (con Patrick Constable e Ben Scholl)
ITS Melbourne DISC GP, Velocità
ITS Melbourne GP, Keirin
1ª prova Coppa del mondo 2017-2018, Velocità (Pruszków)
2ª prova Coppa del mondo 2017-2018, Chilometro a cronometro (Manchester)
Austral Wheel Race, Keirin
- 2018[1]

Classifica di specialità Coppa del mondo 2017-2018, Chilometro a cronometro
Campionati australiani, Velocità
Campionati australiani, Keirin
Campionati australiani, Chilometro a cronometro
Campionati australiani, Velocità a squadre (con Thomas Clarke e Patrick Constable)
Campionati del mondo, Velocità
Giochi del Commonwealth, Keirin
Giochi del Commonwealth, Chilometro a cronometro
Campionati oceaniani, Velocità
Campionati oceaniani, Keirin
1ª prova Coppa del mondo 2018-2019, Velocità (Saint-Quentin-en-Yvelines)
2ª prova Coppa del mondo 2018-2019, Velocità (Milton)
3ª prova Coppa del mondo 2018-2019, Velocità (Berlino)
- 2019

Japan Track Cup #1, Velocità
Japan Track Cup #2, Velocità
- 2020

Campionati australiani, Keirin
- 2022

Bell Helmets Open, Keirin
Austral Wheelrace, Velocità
Campionati australiani, Velocità
Campionati australiani, Keirin
Campionati oceaniani, Velocità a squadre (con Thomas Cornish e Matthew Richardson)
Campionati oceaniani, Keirin
Campionati oceaniani, Velocità
Giochi del Commonwealth, Velocità a squadre (con Leigh Hoffman e Matthew Richardson)
Giochi del Commonwealth, Chilometro a cronometro
Campionati del mondo, Velocità a squadre (con Leigh Hoffman, Matthew Richardson e Thomas Cornish)
- 2023

Campionati oceaniani, Chilometro
Coppa delle Nazioni 2023, Velocità a squadre (Milton, con Leigh Hoffman e Matthew Richardson)
- 2024

Coppa delle Nazioni 2024, Velocità a squadre (Adelaide, con Leigh Hoffman, Matthew Richardson e Thomas Cornish)
Coppa delle Nazioni 2024, Velocità a squadre (Hong Kong, con Leigh Hoffman, Matthew Richardson e Thomas Cornish)

### Altri successi
- 2019

Classifica generale Coppa del mondo 2018-2019, Velocità

## Piazzamenti

### Competizioni mondiali
- Campionati del mondo

Apeldoorn 2011 - Velocità a squadre: 3º
Apeldoorn 2011 - Velocità: 11º
Melbourne 2012 - Velocità a squadre: vincitore
Melbourne 2012 - Velocità: 9º
Melbourne 2012 - Keirin: 13º
Minsk 2013 - Velocità a squadre: 4º
Minsk 2013 - Velocità: 5º
Minsk 2013 - Keirin: 8º
Cali 2014 - Velocità a squadre: 6º
Cali 2014 - Velocità: 4º
Cali 2014 - Keirin: 10º
Saint-Quentin-en-Yvelines 2015 - Velocità a squadre: 6º
Saint-Quentin-en-Yvelines 2015 - Velocità: 5º
Saint-Quentin-en-Yvelines 2015 - Keirin: 10º
Londra 2016 - Velocità a squadre: 5º
Londra 2016 - Velocità: 2º
Londra 2016 - Keirin: 13º
Hong Kong 2017 - Velocità a squadre: 6º
Hong Kong 2017 - Keirin: 4º
Hong Kong 2017 - Velocità: 6º
Apeldoorn 2018 - Keirin: 7º
Apeldoorn 2018 - Velocità: vincitore
Apeldoorn 2018 - Chilometro a cronometro: 2º
Pruszków 2019 - Keirin: 4º
Pruszków 2019 - Velocità: 4º
St. Quentin-en-Yv. 2022 - Velocità a squadre: vincitore
St. Quentin-en-Yv. 2022 - Keirin: 7º
St. Quentin-en-Yv. 2022 - Velocità: 3º
Glasgow 2023 - Velocità a squadre: 2º
Glasgow 2023 - Chilometro: 2º
Glasgow 2023 - Keirin: 7º
Glasgow 2023 - Velocità: 15º
- Giochi olimpici

Londra 2012 - Velocità a squadre: 4º
Rio de Janeiro 2016 - Velocità: 4º
Rio de Janeiro 2016 - Keirin: 10º
Rio de Janeiro 2016 - Velocità a squadre: 4º
Tokyo 2020 - Keirin: 5º
Tokyo 2020 - Velocità a squadre: 4º
Parigi 2024 - Velocità a squadre: 3º
Parigi 2024 - Keirin: 3º